# Listă de instituții de drept civil
O instituție de drept civil reprezintă o grupă omogenă de norme de drept civil, legate de un anumite aspect al vieții sociale pe care încearcă să o descrie și să o reglementeze. Normele de drept civil, de regulă, sunt grupate pe institutii de drept civil, instituțiile de drept civil reprezentând subdiviziuni ale obiectului dreptului civil.

## Exemple de instituții de drept civil
Sunt institutii de drept civil: raportul juridic civil; actul juridic civil; subiectele de drept civil (fizică și juridică); prescriptia extinctivă; drepturile reale (dreptul de proprietate și alte drepturi reale derivate din acesta – uzul, uzufructul, abitația, superficia, servitutea, administrarea); contractul civil; răspunderea civilă (răspunderea contractuală și răspunderea delictuală); dreptul de proprietate intelectuală (dreptul de autor si dreptul de inventator sau de proprietate industrială); dreptul de moștenire sau de dreptul de succesiune (moștenire legală, moștenire testamentară) etc.